# 达留什·根肖尔
达留什·根肖尔（波蘭語：Dariusz Gęsior，1969年10月9日—），波兰男子足球运动员，司职后卫。他曾代表波兰国奥队参加1992年夏季奥林匹克运动会足球比赛，获得一枚银牌。